# Mike Oldfield
Mike Oldfield   (Reading, 15 de maig de 1953) compositor i músic multiinstrumentista que treballa amb rock progressiu, música popular i música clàssica.
La seva obra més coneguda és Tubular Bells, una obra rock amb moviments que fou la primera d'aquest estil en no comptar amb percussió de bateria ni lletra i on Oldfield tocava més de vint instruments, a més va ser precursora en l'aparició de nous estils musicals com el New Age.
Creada el 1972 i comercialitzada com a primer disc de la discogràfica Virgin del multimilionari anglès Richard Branson va romandre durant 247 setmanes al top 10 de les llistes britàniques de discs més venuts i només va passar al segon lloc quan Oldfield va publicar el seu segon treball Hergest Ridge. Als Estats Units es va fer conèixer el 1974 amb la incorporació com a tema principal a la banda sonora de L'exorcista.
Actualment, 2018 resideix a les Bahames.

## Inicis
Va nàixer en la ciutat de Reading, Anglaterra el 15 de maig de 1953. El seu pare Raymond fou un metge que tenia una guitarra que va adquirir quan va servir en la Royal Air Force a Egipte durant la Segona Guerra Mundial. Mike recorda com el seu pare "solia tocar la guitarra cada nit de Nadal, cantant l'única cançó que sabia tocar, Danny Boy". Mike també va atribuir el fet que el seu interès per la música despertara tan prompte al virtuós guitarrista Bert Weedon. "El vaig veure en la tele quan tenia set anys i de seguida vaig convèncer el meu pare perquè em comprés la meua primera guitarra. De fet, crec que de no haver estat per Bert mai haguera arribat a ser el principal en la meua vida". Els Oldfield es van convertir en una família musical. El germà major de Mike, Terry, ara és un compositor de prestigi en el camp de la música de documentals per a la televisió i ja té diversos àlbums en el mercat. La seua germana Sally Oldfield va arribar a ser cantant professional i va aconseguir un hit a principis dels 80 de tots conegut amb el nom de "Mirrors". A l'edat de 10 anys, Mike ja componia peces instrumentals per a guitarra acústica. La guitarra era per a ell més que un instrument. Era una via d'escapament d'una situació familiar que anà empitjorant i apartant-lo del món exterior durant molt de temps. Al llarg d'aqueixa dècada ja passada, l'escena musical acústica havia gaudit de molt bona salut. Es tocava música en molts dels clubs que estaven oberts durant aqueix període. Va anar en un d'aqueixos clubs on el jove Mike va començar a adonar-se que les seues idees musicals eren acceptades per una gran majoria del públic. "Solia tenir dues instrumentals de 15 minuts cadascun que tocava en els clubs de folk locals en els quals anava repassant tots els estils", deia. "Fins i tot desafinava les cordes totalment i les doblegava sobre el pal i feia tota mena de coses. Quan em donaven vacances en l'escola passava la setmana sencera practicant i tocant la guitarra". Va provar també amb la música elèctrica, tocant peces instrumentals de "The Shadows" en un grup amateur. Quan va complir 13 anys la família Oldfield es va traslladar a Romford en Essex. En 1967 va deixar l'escola i juntament amb la seua germana Sally va formar Sallyangie, un duo folk de veu i guitarra. Van signar per la companyia Transatlantic que els va editar l'àlbum "Children Of The Sun" en 1968 i el single "Two Ships" en 1969. Per aquesta època el toc de guitarra de Mike va anar fortament influenciat pel "folk barroc" popularitzat per John Renbourn, líder de Pentangle i Birt Jansch. Després d'un any, va arribar la fi de Sallyangie.

### The Whole World
Mike va tornar a la música rock, formant altre grup de semblant durada nomenat Barefeet, amb el seu germà Terry. Això el va conduir a treballar com baixista amb Kevin Ayers & the Whole World. Ayers va ser membre fundador de Soft Machine però va abandonar el grup en 1968. L'any següent van fer l'àlbum "Joy Of A Toy" que els va dur a fer una gira en 1970.
Entre els membres de the Whole World estava David Bedford ocupant-se dels teclats. Bedford, que era un compositor de formació clàssica, va entaular una bona amistat amb Mike, ajudant-lo en la composició d'una versió primerenca de Tubular Bells. Estant de gira amb the Whole World, Mike va entrar en contacte amb Centipede, una enorme orquestra de jazz dirigida per Keith Tippett. L'àmplia gamma d'instruments que disposaven va influir a Mike en el caràcter multiinstrumentista que més tard donaria a les seues pròpies composicions.
Kevin Ayers & the Whole World van gravar dos àlbums, Shooting At The Moon i Whatevershebringswesing abans de dividir-se a l'agost de 1971. Fins aleshores Mike havia estat tocant la guitarra elèctrica i els seus magistrals solos amb Kevin Ayers ja li havien donat una reputació de mestre.
Entre 1971 i 1973 Mike començava a ordenar les idees musicals que més tard formarien part de Tubular Bells. Usant una gravadora de quatre pistes amb dues pistes que anaven en un sentit i dues en l'altre que li va prestar Kevin Ayers, va descobrir que si cobria el capçal d'esborrat amb un xicotet trosset de cartó podia gravar en quatre pistes. D'aquesta forma podria començar a gravar les idees necessàries per a realitzar el seu somni. Aqueix somni era crear una simfonia, similar a les composicions de gran escala per a orquestra amb diferents moviments que es podien trobar en moltes obres de música clàssica. Amb la gravadora d'Ayers es va ficar en el seu dormitori de la casa que compartia amb els altres membres del grup, i les idees per al seu nou treball lentament van començar a prendre forma. Ja posat en faena, Mike es va obstinar a tocar tots els instruments ell mateix. I va pensar que no li seria difícil amb el seu do natural poder dominar quasi qualsevol instrument; des del glockenspiel al piano de cua, la guitarra clàssica, l'orgue Farfisa… Mentre seguia treballant amb Kevin Ayers a més ajudava en els enregistraments que es feien en els famosos estudis Abbey Road de Londres. Prompte va descobrir que l'estudi tenia un magatzem replet de tota classe d'instruments, de manera que les apanyava per a arribar més matí i mentre els altres arribaven, ell experimentava amb aqueixos instruments i així incorporava nous sons i textures a les seues idees musicals. Abstret en el seu treball, es va proposar plasmar totes les profundes emocions que estava experimentant per aquella època en la seua música. De qualsevol manera, caldria preguntar-se si l'estat mental de Mike li haguera permès aguantar la pressió de treballar amb altres persones per molt més temps. Sobretot tenint en compte que allò que estava fent seria un treball que s'aniria convertint gradualment en un vehicle per a descarregar les seues emocions més profundes i amb les quals més li estava costant viure. Després de crear una xicoteta maqueta, va començar a recórrer totes les discogràfiques tractant de convèncer a algú perquè donara suport el seu projecte. Tots li donaven un NO rotund per resposta, dient que allò "no era comercial" i que si en algun cas arribava a editar-se ningú ho compraria. Òbviament això li havia passat per posar la seua fe en aquella poc treballada maqueta. Després d'haver compost la introducció hipnòtica (el tema que formaria part principal de la seua obra magna després de desenvolupar-lo), seguiria recordant-se'n d'allò. Si tan solament haguera pogut gravar-lo, editar-lo i promocionar-lo!

## En solitari

### A l'estudi de Newman i Heyworth
Però un raig de llum il·luminaria el seu futur. Mike va deixar la banda de Kevin Ayers. Per a guanyar-se la vida treballava ocasionalment com guitarrista. Un d'aqueixos treballs el va fer en la banda d'acompanyament de la producció londinenca de Hair, el "musical d'amor-rock tribal" per 5 £ la nit. També va tocar per un temps el baix en una banda comandada pel cantant de soul Arthur Lewis. El grup anava a gravar a un estudi recentment inaugurat en una mansió de Shipton-on-Cherwell, a 20 milles d'Oxford. Els estudis de gravació The Manor foren construïts per a Richard Branson per Tom Newman, assistit entre altres per Simon Heyworth. Era un equip de bons amics. També estaven allí les núvies d'alguns d'ells per a atendre'ls, així com un cuiner, netejadores i jardiners. Com Mike va comentar més tard, "Tots els problemes que sorgien els tractàvem com si fórem una gran família".

### Tubular Bells
El magnífic ambient que regnava en l'estudi i l'actitud de Newman i Heyworth li va donar a Mike l'oportunitat de gravar una maqueta de les seues idees musicals. Als dos els va encantar. Heyworth i Newman van emprendre una campanya de persuasió a Branson perquè editara allò i perquè els deixara l'estudi durant algun temps per a gravar-lo. D'entrada semblava que aquell no era el moment apropiat. El projecte havia d'esperar un poc a l'arribada de Simon Draper que s'uniria a Branson, que posseïa una cadena de tendes de discos, per a crear la discogràfica Virgin. Draper tenia un ampli coneixement musical i quan va escoltar les idees de Mike, immediatament es va entusiasmar.
Mike va continuar desenvolupant i refinant les seues idees a les quals ara podia posar un nom: Tubular Bells encara que en principi duguera noms com Breakfast in Bed (Desdejuni en el llit) i Opus One (Opus 1).
Però quasi havia perdut les esperances de realitzar el seu somni quan Draper li va oferir una setmana de temps d'estudi en The Manor. Una àmplia selecció d'instruments fou duta a l'estudi i va començar el treball. Durant aqueixa setmana es va gravar quelcom més de la primera part, i la resta de l'obra durant sessions repartides al llarg dels següents mesos. Des del principi Mike posava les facilitats que li donava la tecnologia i l'època al límit per a fer els seus enregistraments. Molt prompte va començar a usar 16 pistes. Com s'anaven afegint a l'enregistrament més i més instruments, les sessions també van ser una prova per als recursos inventius de Newman i Heyworth que van barrejar tot allò tan bé com els va ser possible en funció dels coneixements que posseïen. L'equip que disposava l'estudi no estava automatitzat i tot el treball va ser fet manualment per Mike. Simon Heyworth i Tom Newman ja usaven tots els dits que disposaven en la taula de mescles. Açò feia menys propera la relació entre productors i artista, però tanmateix cadascun dels tres van aprendre moltes coses dels seus altres dos companys. Durant la sessió Mike va tocar més de 20 instruments i es van enregistrar aproximadament 2000 cintes de prova. La música va ser tocada quasi al complet per ell mateix, amb l'excepció de Viv Stanshall (veus), Jon Field (flauta), Steve Broughton (percussió) i Mundy Ellis (veus). Tom Newman i Simon Heyworth van rebre crèdit com coproductors. Quan van acabar les sessions, Branson es va endur les cintes de Tubular Bells a la fira de la indústria musical, MIDEM, a Canes al gener de 1973. Un executiu d'una companyia americana, Mercury Records, li va dir, "si li poses lletra, t'ho compro per 20.000 $". Com que ningú es mostrava interessat, Branson i Draper van decidir editar l'àlbum ells mateixos en la seua nova discogràfica Virgin Records.
Tubular Bells va veure la llum el 25 de maig de 1973. Va eixir d'un procés d'enregistrament i mescla al que s'hagués pogut dir art en estat pur. Els crítics van fer el que van poder per a definir-lo. El públic simplement li va obrir els seus cors.
La premsa del seu país es va quedar perplexa. L'influent ràdio-DJ de la BBC John Peel va escriure que aquell era "un disc que cobria genuïnament un nou i inexplorat territori", amb música que "combina lògica amb sorpresa, sol amb pluja". "Una extensa obra, quasi clàssica en la seua estructura i en la forma en com el tema està establert i destrament treballat", va dir el Melody Maker. Alguns entrevistadors fins i tot van creure poder dir quines eren les influències de Mike: "La textura de Tubular Bells recorda bastant a Jean Sibelius, Ralph Vaughan Williams, Michel Legrand i The Last Night Of The Proms, va escriure el productor televisiu Tony Palmer. Tubular Bells sempre es recordarà com un moment en la història de la música rock que va captivar el cor i la imaginació de molta gent. Fou també un punt de partida des del qual poder apreciar els molts canvis i descobriments fets per aquest creador que a partir dels 19 anys va anar creixent en maduresa. L'àlbum va entrar en les llistes del Regne Unit al juliol i prompte arribà al núm. 1. Tubular Bells començà a vendre's per tot Europa.
Al juny de 1973, es va fer un concert en viu de Tubular Bells en el Queen Elizabeth Hall de Londres. Per a aquesta ocasió es van unir a Mike els guitarristes Mick Taylor (dels Rolling Stones), Steve Hillage (de Gong), Fred Frith (d'Henry Cow) i Ted Speight. També van participar David Bedford, Kevin Ayers i Pierre Moerlen, el percussionista de l'avantguardista grup de rock Gong i que seria un dels fixos en la plantilla de músics de Mike durant molts anys. Encara que estava anunciada la seua aparició, Stevie Winwood no va poder tocar al final perquè per certs problemes no havia disposat de massa temps per a assajar. La resposta del públic va ser descrita per un periodista del New Musical Express així: "Tot el públic es va posar dempeus i va començar a demanar més. Això sols va ser una d'aqueixes rares i espontànies mostres d'agraïment".
Tubular Bells també va ser editat als Estats Units, però allí tot estava succeint d'una forma més lenta. L'espenta necessària perquè les vendes del disc pujaren com l'escuma va vindre quan el director de cinema William Friedkin, animat per Richard Branson, va decidir usar un extracte de 4 minuts en la polèmica pel·lícula de terror L'Exorcista. Mike no va ser consultat respecte a l'associació de la seua obra amb aquella pel·lícula i més tard diria als periodistes que allò no li havia agradat. En el Regne Unit, un single de Tubular Bells va ser editat amb una versió remesclada de l'àlbum en versió "quadrifònica", un sistema que necessitava quatre altaveus per al seu ple aprofitament. Per a mostrar les meravelles d'aquell nou sistema, el Tubular Bells "Quad" va incloure una seqüència extra d'un avió que semblava moure's al voltant de qui l'escoltava i que va ser gravat després de The Sailor's Hornpipe.

### Hergest Ridge, Ommadawn i altres
Mike Oldfield havia somniat durant molt temps amb el moment que fora editat Tubular Bells. Quan allò va ocórrer no va poder aguantar la pressió i encara exhaust emocionalment pel procés d'enregistrament de Tubular Bells es va retirar a la seua nova casa de Herefordshire. Va ser allí on va començar a crear la seua nova obra que més tard adoptaria nom del proper pujol Hergest Ridge.
Editat en el Regne Unit al setembre de 1974, igual que el seu predecessor Tubular Bells, aquest era un àlbum que contenia un únic tema musical. De nou quasi tots els instruments són tocats pel mateix Mike. L'efecte més comentat va ser el que un crític va anomenar "tempesta elèctrica". Els altres músics que van contribuir a l'àlbum van ser Sally Oldfield i Clodagh Simmonds (veus), June Whiting i Lindsay Cooper (oboès) i Ted Hobart (trompeta). Per a Mike, la composició de música va ser una constant obra en progrés. L'esquema simfònic usat en Tubular Bells va ser continuat en una sèrie d'obres posteriors: Hergest Ridge, Ommadawn, Incantations, QE2 i Amarok.
Hergest Ridge va anar directament cap al número u de la llista de vendes del Regne Unit. Virgin Records també ho va anunciar per la televisió, encara que l'eslògan va haver de canviar-se per a aquest propòsit. L'anunci deia originalment que l'àlbum estava disponible en "Virgin (Verge) i altres immaculades tendes de discos". Va haver de ser canviat per un altre a causa de les possibles objeccions que poguera presentar l'església catòlica. Encara que alguns crítics van veure Hergest Ridge com una obra inferior a Tubular Bells, a la majoria els va encantar. Un va dir que era "La música rock més quotidiana amb una mica de simfonia clàssica". Un altre va escriure que era "una sèrie de pics emocionals fent explosió ací i allà d'una pessigollejant tranquil·litat".
Al desembre de 1974, es van presentar en concert les versions orquestrals de Tubular Bells i Hergest Ridge en el Royal Albert Hall de Londres. El concert va ser planejat per David Bedford que va dirigir a la Royal Philharmonic Orchestra amb solos de guitarra de Steve Hillage. El mateix Mike tocaria la guitarra en la versió d'estudi d'aquell concert, que va ser editada el gener de 1975 amb el nom de The Orchestral Tubular Bells. En aqueix mateix any però un poc més tard es van presentar aqueixos mateixos arranjaments orquestrals en concerts en Glasgow i Newcastle. En Escòcia, Steve Hillage va tocar les parts de guitarra amb la Scottish National Orchestra, i el solista en la zona nord-est va ser Andy Summers, qui més tard fora membre de The Police. El sentit de l'humor que es va fer evident en "la introducció als instruments" de Tubular Bells va ser nota destacable en Don Alfonso, un single que va ser editat al març de 1975. Amb l'ajuda de Chris Cutler (tambors), David Bedford (veus) i Kevin Ayers (Ampolles de vi), Mike contava la història d'un torero que treballava per a Oxo ("Worked for Oxo"). En una direcció ja un poc més seriosa, edita Ommadawn al setembre de 1975. La seua tercera gran obra de rock simfònic, li havia dut nou mesos d'enregistrament. En Ommadawn, Mike tocava uns 20 instruments que anaven des de les guitarres al piano de cua i el spinet. L'àlbum incorporava música d'Àfrica i Irlanda per mitjà del grup de percussió africà Jabula i la gaita uileana de Paddy Moloney, líder de The Chieftains. Altres artistes col·laboradors van ser Terry i Sally Oldfield, els membres de la Hereford City Band i la solista de recorder (un tipus de flauta) Leslie Penney. Penney també va acompanyar a Mike en el single nadalenc, una versió de la nadala tradicional In Dulci Jubilo que va aconseguir arribar al quart lloc en les llistes de vendes del Regne Unit.
Encara que molts periodistes van lloar a Ommadawn com altre triomf, es va començar a notar un cert ressentiment en algunes crítiques que uns altres van fer de l'àlbum. Tal vegada influenciat per l'entrada de la moda rockera en pubs que havien estat anteriorment d'ambient retro, un periòdic pop del Regne Unit va dir de Ommadawn que era "bla i inconseqüent. Una excel·lent música de fons per a banquets."
Tot i que encara no havia tornat de la gira que estava fent per a promocionar aquell treball, Mike va contribuir en àlbums d'altres músics als quals estava associat. El seu toc de guitarra es pot escoltar en els discos editats en 1975 per David Bedford, Edgar Broughton i Tom Newman.
L'impacte del Tubular Bells continuà en 1975. En aqueix any li va ser donat un Premi Grammy per ser la Millor Composició Instrumental i l'enorme popularitat que estaven agarrant aqueixos instruments (les campanes tubulars) va moure a l'empresa que els fabricava, Premier, a llançar a la venda una nova gamma de tubs rígids metàl·lics. En altre ordre de coses, un lector va escriure a la revista Mayfair: "El moment més excitant de la meua vida sexual el vaig assolir recentment quan ambdós finalment arribarem junts al clímax escoltant el final del Tubular Bells de Mike Oldfield."
En els anys següents el per aquells dies mundialment famós Tubular Bells theme apareixia en versió discotequera pels Champs Boys, un grup de músics d'estudi francesos. Això va ser quasi tot el que es va escoltar de la música de Mike en 1976, encara que els fans dels esports eqüestres escoltaren un extracte de Ommadawn com introducció de la retransmissió televisada del Horse Of The Year Show (El show del cavall de l'any).

### De Boxed a Incantations
Mike es va amagar del públic entre 1976 i 1978. Més tard diria als periodistes que tenia problemes psicològics i que per això es va recloure en el camp en la seua casa de Gloucestershire per a crear la música que després es nomenaria Incantations.
Per a amagar-lo de l'ull públic, Virgin va compilar Boxed, un set de quatre discos que contenia els seus tres àlbums editats fins llavors i un quart disc que contenia singles, col·laboracions especials en discos d'altres artistes i una cançó cantada pel mateix Mike nomenada Speak (Tho' You Only Say Farewell).
L'únic treball nou de Mike en 1976 va ser el single de Nadal, Portsmouth, una altra cançó tradicional arreglada per Oldfield. Va arribar al núm. 3, un lloc per sobre del qual va arribar In Dulci Jubilo.
El gener de 1977 Mike va fer la seua primera aparició en un escenari en dos anys i mig com guitarrista convidat en una presentació en viu de la suite de David Bedford nomenada The Odissey. Va seguir amb l'edició quasi continuada de dos singles. Un fou una versió de William Till Overture i l'altre va ser Cuckoo, altre arranjament d'una cançó folk tradicional anglesa. Cap dels dos va tenir èxit.
Encara que Mike va continuar inactiu per la resta de l'any les seues obres van seguir presentant-se en concerts en viu. Al maig, Steve Hillage repetia el seu solo de guitarra amb la Scottish Symphony Orchestra en Tubular Bells i Hergest Ridge. Segúrament procedisca d'aquest concert l'enregistrament no oficial que s'ha donat a conèixer com Orchestral Hergest Ridge. Per aquella època va ser anunciat que el primer concert de Ommadawn en viu seria donat pel Trinity College de Dublín amb l'acompanyament de la Liffey Light Orchestra.
El quart àlbum de material original, Incantations, finalment apareixeria a la fi de 1978. En els anys posteriors a Ommadawn, el pop britànic havia perdut interès mundial gràcies a l'arribada del punk rock. Dins del seu mateix país el punk va impactar també a Mike. Quan va ser preguntat en 1977 per un entrevistador sobre el que pensava d'aquella tendència va contestar, "Punk rock? Mai he sentit parlar d'això". El canvi d'atmosfera d' Incantations va fer que arribara a tenir menys èxit que els seus predecessors, encara que es va mantenir per un temps en el Top 20 en Gran Bretanya. Pistes que al final no es van incloure en Incantations i porcions de Tubular Bells i Portsmouth van ser usades en la banda sonora de The Space Movie, un documental de Tony Palmer per a la televisió que celebrava el dècim aniversari de l'aterratge en la lluna al juliol de 1969 per astronautes nord-americans. Per aquesta època Mike va concedir nombroses entrevistes per a promoure l'àlbum i parlar del seu radical canvi de personalitat, causat principalment per la seua assistència a uns seminaris basats en l'exegesi, una forma de teràpia creada per a millorar l'autoconfiança. Gràcies a l'exegesi, va creure haver descobert el costat més positiu del seu caràcter. En una entrevista d'aquella època va dir, literalment, "He experimentat el que podria descriure com un ‘renaixement', que m'ha ajudat a aprofundir en mi mateix i en la naturalesa humana. He començat de nou".

### Platinum i Exposed
Al març de 1979, Mike va editar un single, Guilty, el so del qual s'acostava bastant al del rock contemporani. Alguns periodistes van detectar un cert estil "disco" en aquella música que havia gravat amb músics d'estudi a Nova York. Un poc més tard, però també en 1979 es va publicar Platinum, el seu cinquè àlbum de material original. Aquest va trencar amb el patró dels seus quatre primers discos els quals anaven estructurats en llargues pistes. La composició principal, Platinum, estava partida en quatre trossos, als quals van seguir cançons curtes i instrumentals. Entre aqueixes van estar Punkadiddle, una sàtira que ridiculitzava al moviment punk, i Sally, una cançó per a la mare de la seua xicoteta filla Molly. A més de les contribucions musicals dels seus germans Sally i Terry, Platinum va incloure les veus de Maddy Prior, la famosa cantant de la banda de folk-rock Steeleye Span. La dècada acabava per a Mike amb la publicació del single de Nadal al qual els fans de Mike ja s'havien acostumat durant els últims quatre anys. Igual que Portsmouth, Blue Peter va ser una adaptació d'una cançó tradicional utilitzada com sintonia d'un programa infantil del mateix nom. A pesar d'això el single de Mike solament va arribar el núm. 19 de les llistes del Regne Unit. Els Royalties de Mike pel single Blue Peter van ser donats a la campanya d'ajuda a Cambotja que va llançar aquell mateix programa infantil.
Encara que és un mestre dels enregistraments en estudi, els seus concerts en viu han format una part important de la vida artística de Mike. Després de la teràpia a la qual es va sotmetre a la fi dels 70, es va sentir preparat per a anar-se'n de gira amb un gran grup de músics. Açò va resultar en la gira que va dur per títol Exposed. La primera gira en la qual es va embarcar Mike Oldfield va tenir lloc en 1979, quasi sis anys després del llançament de Tubular Bells. El car espectacle va ser donat per una orquestra i un cor de 50 músics. Duien un seguici de 25 roadies i tècnics i tres tràilers que duien tot l'equip. Entre els músics participants van estar Maddy Prior (que posava veu a la seqüència inclosa en Incantations que duu com lletra el poema de Henry Wadsworth Longfellow, "Hiawatha"), els guitarristes Phil Beer i Nico Ramsden i Pierre Moerlen i el seu germà Benoit Moerlen en la percussió. En el grup també estaven inclosos dos músics de folk tradicional, Robin Morton i Ringo McDonough, així com membres del Queens College Girls Choir. Però no tot va ser música, va haver-hi també un element visual aportat per les pel·lícules creades especialment per a aquest esdeveniment per Ian Eames i que s'anirien projectant en el fons de l'escenari. La gira va començar amb dos concerts a Barcelona (Palau Municipal, 31 de març i 1 d'abril de 1979' i Madrid (Palacio de los Deportes, 2 i 3 d'abril de 1979), on Mike i els músics van tocar Incantations i Tubular Bells i dels quals un reporter deia que va ser "una audiència de 30.000 frenètics joves espanyols". Va haver després 11 concerts en Bèlgica, França, Països Baixos i Alemanya, en la qual tant crítics com públic van acabar un poc disgustats. A l'agost, Virgin va llançar a la venda Exposed, un doble àlbum en viu gravat durant la gira. En els anys posteriors, Mike revelaria que aquella gira va ser un desastre econòmic, amb un milió de lliures esterlines en deutes, que va cobrir en part amb el llançament del disc de la gira, i les va liquidar amb l'accelerat llançament de Platinum.
En la primavera de 1980, Mike forma un grup d'onze components per a una altra gira de 40 dies per Europa amb un espectacle en el qual tocaria temes de Platinum. Els seus membres inclourien al saxofonista Bimbo Acock, el percussionista Pierre Moerlen i la vocalista Wendy Roberts. Ian Eames va fer de nou seqüències de pel·lícula per a projectar-les en el fons de l'escenari entre les quals es va incloure una imatge del mar amb un hidroavió que s'enlairava i es tornava cap a la càmera. Tals espectacles en viu van tenir com culminació l'actuació davant 43.000 persones en el Knebworth Fairy Park Festival el 21 de juny de 1980. Després de la seua arribada en helicòpter, li tocava actuar després dels Beach Boys i Lindisfarne; Santana també tocaria. L'excel·lent actuació de Mike i els seus músics van cridar l'atenció d'un periodista de la revista Record Mirror, que va escriure: "el so era cristal·lí, destacant el nou color i la discreció dels seus arranjaments".

### QE2
En harmonia amb el nou èmfasi que se li estava donant als aspectes més destacables de la seua obra va editar dues versions cover com singles en la tardor de 1980. El primer va ser Arrival, un tema d'ABBA amb el qual Mike els va retre homenatge. L'altre single va ser una d'aqueixes cançons de tribut, Wonderful Land, una recreació d'una cançó de 1962 de The Shadows que el seu líder Hank Marvin va servir d'inspiració a tots els joves guitarristes de la generació d'Oldfield. És realment irònic que la majoria de la gent que no coneix la música de Mike pense que és principalment un teclista. El seu instrument preferit (i el qual més utilitza) és de fet la guitarra. En el seu toc de guitarra es pot distingir una certa semblança a l'estil de John Renbourn i Bert Jansch, dos multiinstrumentistes acústics que van influir des de xicotet en ell. Passava moltes hores analitzant i aprenent de la seua música, i durant aquest procés va desenvolupar una formidable tècnica de toc de guitarra. Amb la guitarra elèctrica, es pot dir sense cap dubte que és el millor que ha donat Anglaterra.
Arrival i Wonderful Land van aparèixer en QE2, un àlbum semblant a Platinum en la seua estructura, i que al principi anava a nomenar-se Carnival. Aquesta vegada la pista que dona títol al disc no està en la cara u del disc, sinó que apareix al final de la cara dos. QE2 va ser coproduït i mesclat amb l'enginyer David Hentschel que prèviament havia treballat amb Genesis. Hentschel va contar a un periodista, "Sempre em va agradar el caràcter de Mike. Totes les seues idees van servir de refresc a les meues i crec que les meues també ho foren per a ell. Tot era molt divertit, i crec, si vols fer un treball que siga realment bo, has de divertir-te fent-lo". Els músics que van contribuir en l'enregistrament de QE2 van incloure a Phil Collins a la percussió, Rick Fenn (guitarra) i la cantant Maggie Reilly. La vocalista del grup de soul/rock éscocès Cado Belle, Maggie Reilly, arribaria a convertir-se en un dels membres més importants de l'equip de Mike en els següents cinc anys. Les crítiques cap a QE2 foren de tota classe, amb alguns dels fans acèrrims de Mike en la premsa dient que més que haver presentat noves idees, amb aquell disc havia marcat el principi d'una època. No obstant això, hi havia fans de Mike que van escriure a revistes musicals manifestant haver quedat sorpresos per la resposta general de la crítica. Un va escriure al Record Mirror per a queixar-se dels crítics que "no tenien ni idea de la seua veritable grandesa. Dins de 50 anys, aquesta música seguirà escoltant-se i agradant a la gent". Les gires s'estaven convertint ja en un esdeveniment anual; en la de 1981 per Europa, Mike va dur un nombre més reduït de músics, el nucli central dels quals estava format per Maggie Reilly, Tim Cross (teclats), Rick Fenn (baix) i els percussionistes Morris Pert i Mike Frye.
Si els seus discos més recents no havien estat en les llistes molt de temps, el fenomen Tubular Bells continuava. El juliol del 1981, Virgin va anunciar la venda dels deu milions de còpies de Tubular Bells. En el mateix mes, Mike tocaria un concert gratuït com a part dels festejos organitzats per la ciutat de Londres per les noces del príncep Carles i lady Diana Spencer. En reconeixement de açò i pels seus mèrits per fer conèixer el Regne Unit fora de les seues fronteres va ser guardonat amb el "Freedom of the City Of London". També va formar part juntament amb altres il·luminats com Billy Idol, Phil Linott i Noddy Holder d'un jurat per a un concurs nacional de joves grups pop. Per a posar la cirereta a un any en el qual va semblar que Mike havia tornat a recuperar el seu lloc en la societat, va ser inclòs en el Who's Who, l'exclusiva guia de les persones més importants de Gran Bretanya: era l'únic músic pop que allí apareixia, sense comptar a Paul McCartney. Quan se li va preguntar a un membre de l'equip del Who's Who que per quina raó havien inclòs a Mike Oldfield en el llibre, insegura d'això va dir: "Bo, tot el món ha escoltat alguna cosa d'ell, veritat?". En el seu apartat del Who's Who Mike diu que les seues aficions són "aviació (vols lleugers, helicòpters)".

### Five Miles Out
Es va traure la seua llicència de pilot en 1979, i un accident un any després li va inspirar per a fer la cançó que dona títol a l'àlbum Five Miles Out de 1982. L'agost de 1980, Mike anava pilotant una avioneta bimotor sobre els Pirineus quan es va ficar en una tempesta. "Vam ser llançats com una torteta de farina i hi havia gel acumulant-se en les hèlices i pluja en el parabrisa i tot el món va cridar aaargh!" com va dir en una entrevista. Aquell incident seria commemorat amb una pintura encarregada especialment per Mike a un renomenat pintor de quadres d'avions. Igual que Platinum i QE2, Five Miles Out combinava una pista de llarga durada amb una sèrie de cançons individuals. La peça més llarga era Taurus II, la qual incloïa contribucions del gaiter Paddy Moloney i un grup de ball de Morris. Entre les cançons estava Family Man, amb la veu solista de Maggie Reilly. Quan Family Man va ser editat com single, va estar fent voltes pels llocs més baixos de les llistes del Regne Unit. A l'any següent, paradòxicament, una versió de Daryl Hall i John Oates fou un Top 10 Hit en Amèrica. Family Man va ser un clar exemple del que Mike havia aconseguit amb el seu treball. Moonlight Shadow, Family Man, Shadow On The Wall, Five Miles Out i Islands són molt més que simples cançons pop, però de nou totes aquestes fan ús d'un canvi dinàmic i de textura. Gran part de l'àlbum Five Miles Out va ser gravat en l'estudi instal·lat en la casa de Mike en Buckinghamshire. La casa va ser triada a causa de la proximitat dels accessos a Londres i a un menut aeroport local en el qual Mike podria volar amb els seus avions.
Five Miles Out va ser l'èxit més gran de Mike en el Regne Unit des de Ommadawn, i això a pesar que les crítiques publicades en la premsa musical van ser desfavorables. El seu single "Mistake" va ser qualificat per un escriptor com "rock de mitjans dels 70 per a tocar en estadis", mentre altre crític va dir que "Oldfield seguia ximplejant amb si mateix sense volta ni solta". Però Mike donava tot el que tenia. Quan se li va preguntar en el New Musical Express pel seu "odi als animals", el va contestar: "Possiblement odie el seu decrèpit periòdic més que res en aquest món". També va dir al NME que la seua pel·lícula favorita era 2001: Una odissea de l'espai, i els seus herois eren Sibelius i el Capità Kirk (de Star Trek).
En 1982 Mike va emprendre la seua gira més llarga fins a la data, tocant a Europa i Nord-amèrica. Per a la seua gira mundial va formar un nou grup en el qual el van acompanyar Maggie Reilly i l'expercussionista de Gong Pierre Moerlen juntament amb dos teclistes. El concert a Londres va ser comentat compassivament per Ray Coleman en el Daily Express qui va descriure al públic com "joves parelles de noucasats que cercaven asseure's còmodes en algun lloc per a passar la nit escoltant música".

### Crises
Maig de 1983 va ser el desè aniversari del llançament de Tubular Bells. El mateix Mike va editar el seu vuitè àlbum, Crises i va tocar en un gran concert al juliol en l'estadi londinenc de Wembley. Els músics que l'acompanyaren en aquest esdeveniment van incloure al bateria Simon Phillips i a Phil Spalding, el baixista de Toyah.
Crises seria el primer disc fet amb Simon Phillips com coproductor. Els seus vocalistes van ser Jon Anderson de Yes i Roger Chapman de Family (en Shadow On The Wall) així com la imprescindible Maggie Reilly. La pista més destacada va ser Moonlight Shadow. Cantada per Maggie Reilly va ser entesa per tots com un tribut al, per aquell temps, recentment mort John Lennon i es va convertir en el single de més èxit de Mike des que s'editara Portsmouth set anys abans.
1984 va ser un dels anys més esgotadors de tota la seua carrera. Va començar amb la donació de 300 lliures a la ciutat de Presteigne (Gal·les), prop de la casa on es va recloure per a gravar Hergest Ridge. Els diners servirien per a pagar a algú que tocara la campana de l'església cada nit, d'acord amb l'estipulat en una herència d'un mercader de llana de la localitat.

### DiscoveryiThe Killing Fields
Les seues activitats professionals el 1984 van incloure l'edició d'un nou àlbum, una gira de cinquanta concerts per Europa i la preparació de la seua primera banda sonora. Aqueixa banda sonora seria per a la pel·lícula Els crits del silenci, de Roland Joffe. Una molt lloada pel·lícula que tractava sobre la guerra civil cambotjana. A Mike li va ser molt difícil fer música per a una pel·lícula en la qual es plasmaven tantes emocions. Per a compondre la música va utilitzar un sincronitzador de vídeo connectat al seu fairlight. Gran part d'ella està basada en la música ètnica de Cambotja. El tema principal, Etude, ira una adaptació d'un tema de Francesc Tàrrega i va ser editat com single al desembre d'aqueix mateix any.
L'àlbum Discovery de 1984 va ser el primer que Mike gravava fora d'Anglaterra. Per a això, va construir un estudi en una casa a 2.000 metres sobre una muntanya en els Alps suïssos des de la qual s'albirava el llac Ginebra i on juntament amb Phillips va coproduir una nova selecció de cançons juntament amb un instrumental titulat The Lake. Aquesta vegada la tasca de posar veu a les cançons va ser compartida entre Maggie Reilly i Barry Palmer. Entre les cançons va estar To France, inspirada en la vida de Maria Stuard, reina d'Escòcia. Encara que solament va aconseguir un èxit moderat a Anglaterra, en tot Europa va ser una bomba.
Per aquell temps les habilitats de Mike com guitarrista de rock estaven seduint a un gran nombre d'afeccionats a la música heavy. En la revista de música heavy Kerrang!, el veterà periodista Chris Welch citava entusiàsticament paraules del grec Tucídides en lloança a Discovery: "Perquè som amants de la bellesa encara senzilla en els nostres gustos, i conreem la ment sense perdre la nostra virilitat". La música de Discovery va ser protagonista en la gira europea de 1984 per a la qual es faria acompanyar per una banda en la qual van estar Maggie Reilly, Simon Phillips, Phil Spalding i Barry Palmer.

### The Complete Mike Oldfield,Islands
El 1985, Virgin va decidir que ja era hora d'editar una recopilació de material dels 12 anys de carrera de Mike amb tal discogràfica. Per açò va publicar un àlbum doble nomenat The Complete Mike Oldfield. Una de les seues quatre parts va ser dedicada a enregistraments en viu de gires dels anteriors cinc anys. Açò incloïa al seu excel·lent toc a la guitarra en la gira de Platinum en el concert de Hannover de 1980. En aquells dies els interessos de Mike es van moure propers a l'ús del vídeo per a la creació de les seues obres musicals. Per a això va equipar la seua casa-estudi en Buckinghamshire amb l'últim en avenços tecnològics, com un ordinador Quantel Mirage amb el qual generà, les imatges per al vídeo de Pictures In The Dark. Amb vocalistes com Barry Palmer, Anita Hegerland i el xic soprano de 15 anys Aled Jones, va concebre un "vídeo single" i ho va llançar al mercat al desembre de 1985. L'estudi de Mike va ser dotat amb set sintetitzadors, i en una entrevista de 1986 Mike contava que els seus mètodes de treball eren diametralment oposats als dels músics que es dedicaven únicament a samplear extractes de discos d'altra gent: "Tinc un va munt de samples propis i normalment dedique un temps al final de cada sessió per a gravar els instruments que he utilitzat". En una entrevista posterior explicava la seua preferència pels instruments reals davant els instruments sintetitzats: "Al que m'opose és a fer música sols amb computadores. És com si agafares algun tipus sofisticat de pianola o orgue barrel. Manquen totalment d'ànima." Durant 1986 Mike es va concentrar en la creació d'un vídeo àlbum, que s'editaria més tard, a l'octubre de 1988 en VHS i Laserdisc i que s'anomenaria Wind Chimes. Entre els seus col·laboradors van estar encarregant-se del costat visual personatges com Alex Proyas (The Crow, Dark City), que va crear les imatges per al vídeo de Magic Touch i que anteriorment havia treballat fent videoclips per a Crowded House i moltes altres bandes. L'única cosa nova que Mike va llançar al mercat en 1986 va ser el single Shine/The Trap, amb la veu de Jon Anderson. L'àlbum que acompanyaria a Wind Chimes seria Islands, que es va editar al setembre de 1987. La peça instrumental de dues parts, Wind Chimes, estava inspirada en música que Mike havia escoltat en una visita a Bali i va ser coproduïda per Simon Phillips. Entre els músics que van contribuir a la creació de Islands van estar Kevin Ayers, el saxofonista de Roxy Music, Andy Mackay i Geoff Downes als teclats. La vocalista encarregada del tema que li donaria títol al disc seria Bonnie Tyler, i a l'octubre de 1987 Mike faria una d'aqueixes estranyes aparicions en televisió en la qual va tocar la cançó amb Bonnie. Una altra curiositat és que el CD i LP Islands va tenir dues edicions diferents: La britànica i l'estatunidenca. Una de les diferències fou el vocalista de la cançó "Magic Touch": Jim Price en el primer cas i Max Bacon en el segon.

### Earth Moving, Amarok, Heaven's OpeniTubular Bells II
En 1989, Mike va crear una versió de set minuts de Tubular Bells per al Show de Nick Campbell en la BBC Radio One. Això li va fer reprendre la idea de crear una continuació del seu primer gran disc, tornant a treballar els seus temes, però aquesta vegada amb la tecnologia de 1990. Tubular Bells II havia estat guardat en la seua agenda durant molts anys. Els executius de Virgin havien estat esperant-lo amb anhel i, el 1982, el New Musical Express es va inventar la notícia que el llançament de Tubular Bells II era imminent i que Mike s'estava preparant per al llançament de la segona part de la saga. Abans que això ocorreguera, va traure tres discos més. El primer va ser Earth Moving, el 1989 en el qual cantaven ni més ni menys que set vocalistes per a nou cançons. Maggie Reilly va tornar cantant Blue Night, mentre que Chris Thompson, de Manfred Mann's Earth, s'ocuparia de posar la seua veu a dues de les pistes.
Amarok (1990) va ser una tornada al format de la gran trilogia de 1973-75. Igual que Tubular Bells, Hergest Ridge i Ommadawn era una única simfonia de llarga durada. Amarok tornà a reunir a Mike amb Tom Newman, l'enginyer de so de Tubular Bells. D'alguna forma, aquest era l'últim treball de Mike que guardava certes similituds amb Tubular Bells. Les campanes tubulars i el cavernícola també feien la seua aparició en aquest disc. Amarok era una peça de música de 60 minuts que barrejava estils de folk anglès, flamenc, i música africana i que unia l'última tecnologia musical i d'estudi amb la tecnologia clàssica d'Oldfield. És interessant contrastar el so produït pels avenços tecnològics de 1990 amb els quals s'utilitzaven quan es va crear Tubular Bells en els, per aquell temps recentment creats estudis The Manor. Però en ambdós casos, Oldfield va mostrar el seu domini de tots els últims avanços i la seua habilitat per a incorporar-los al procés creatiu. Amarok és considerat per molts dels seus fans com el seu millor disc juntament amb Ommadawn, encara que per desgràcia també és un dels menys coneguts pel gran públic.
Heaven's Open s'edità en 1991 i estava basat en l'estructura que ja Platinum va fer familiar, una composició llarga i algunes cançons. Per primera vegada, totes les cançons eren cantades pel mateix Mike (o Michael Oldfield, nom que va usar per a signar el disc), sense convidar a cap altre vocalista. Com va dir en una entrevista, "Em desenvolupe molt millor ara amb la meua veu. Ha estat per a mi un veritable plaer descobrir que no era tan dolent cantant com havia pensat". Acompanyava a Mike una banda formada entre altres per la saxofonista Courtney Pine, Simon Phillips i el pianista Mickey Simmonds. La peça llarga de Heaven's Open va anar l'opus de 20 minuts titulat Music From The Balcony. Després de complir les seues obligacions contractuals que li havien lligat durant divuit anys amb Virgin Records, la discogràfica que l'havia fet famós en 1973, Mike es preparava per a gravar Tubular Bells II, aquesta vegada per a altra companyia. Els dies de Mike Oldfield amb Virgin havien arribat a la seua fi.
I com era d'esperar, les expectatives que la WEA, la seua nova discogràfica, va posar en Tubular Bells II no foren defraudades. Editat en 1992, fou un rotund èxit de vendes. A més, tot va ser acompanyat per una extensa gira per Europa i Nord-amèrica, on faria temps que no actuava. I a sobre els directius de Warner van col·locar al famós productor Trevor Horn a les ordres de Mike. Des de feia temps el mateix Mike ja havia dit als mitjans de comunicació que pensava fer una reedició de Tubular Bells amb coses que en el primer disc de la saga tubular se li havien quedat en el tinter i va pensar que seria bona idea esperar fins a estrenar nova companyia, en aquest cas la WEA, que fet i fet prometia a l'autor llibertat de moviments i una promoció del seu disc per Nord-américa, un mercat que amb la Virgin no havia pogut tocar ni tan sols.
La portada del disc igual que la de Tubular Bells II li va ser encarregada a l'artista Trevor Key, que ja va dissenyar la del primer Tubular Bells. El resultat és realment impactant; una campana tubular groga doblegada en tres parts surant sobre un fons blau marí que d'aquesta manera realça la imatge de la campana.
Tubular Bells II en essència guarda molta similitud amb Tubular Bells I. De fet si ho escoltem, podrem notar com hi ha parts que són totalment anàlogues entre els dos discos. És a dir, hi ha una seqüència de piano que introdueix la primera part, igual que en el Tubular Bells original. També trobem un reflex del tros de l'Home de Piltdown, o cavernícola, que podem oir en Tubular Bells. A més, és molt pareguda la seqüència del final de la primera part en la qual un mestre de cerimònies va introduint els diferents instruments que apareixen després de ser esmentats. El tros que en Tubular Bells es va traure com single promocional del disc i que es va anomenar "Mike Oldfield's Single" troba un germà quasi bessó en la pista que ara en Tubular Bells II es diu "Tattoo" i que és interpretada a les gaites per la banda de gaiters del departament de policia de la ciutat de Nova York. Realment és una obra mestra de la producció. Van aparèixer tres singles: "Sentinel", "Tattoo" i "The Bell" de la qual hi ha unes 5 o 6 versions amb mestres de cerimònies distints i anunciant els instruments en diferents idiomes. Una d'elles i curiosament la més cara pel difícil de trobar va ser una col·laboració d'un locutor de Cadena 100 Radio, Carlos Finaly, bon amic de Mike qui va tenir el plaer d'entrevistar-lo i de posar la veu en castellà a aquesta pista. La presentació de Tubular Bells II es va fer amb un gran concert en l'esplanada que hi ha davant del castell d'Edimburg, a Escòcia. Encara que en principi tal presentació estava prevista de fer-se a Sevilla, sembla que problemes d'última hora amb l'organització de l'esdeveniment van fer que es realitzara a Edimburg. Es va veure de tot, focs artificials, gaiters, algun boig cridant per un micròfon, una gran banda de músics, i el més important, un Mike Oldfield pletòric que va alegrar les oïdes de l'auditori oferint-les una imponent interpretació amb la guitarra.

### The Songs Of Distant Earth
Després de dos anys assaborint l'èxit de Tubular Bells II, a la fi de 1994 Mike torna a sorprendre els seus fans amb quelcom que seria un veritable desafiament per a certes sensibilitats. Es presentava un disc quasi totalment fet amb sintetitzadors, loops i caixes de ritmes; és a dir, música electrònica. Els quals estimaven la senzillesa i el sabor acústic d'obres com Hergest Ridge o Ommadawn amb aquest disc es van endur una total decepció. Alguns al contrari ho van lloar com un dels seus millors discos. El disc duia per títol The Songs Of Distant Earth, i era una simfonia electrònica evocada per la lectura del llibre del mateix títol de Arthur C. Clarke, el mateix autor de 2001: una odissea de l'espai, la pel·lícula favorita de Mike. Aquest llibre comença amb la fi del planeta Terra i tracta sobre com l'ésser humà cerca un nou lloc en l'univers on implantar-se com civilització. A més la versió CD comptava amb un element innovador. Era el primer disc tret per a la seua venda en el mercat musical que incorporava una pista de dades per al seu ús en un ordinador personal. Mike va triar fer-lo per a MacOS, i va deixar als usuaris de PCs una mica desil·lusionats.

### Voyager
Més tard, en 1996, ix a la llum Voyager un disc amb el qual vol tornar a acostar-se a les seues arrels cèltiques que tant van influir en discos com Ommadawn i Hergest Ridge. Encara que hi ha voluntat i temes que poden considerar-se bons, la impressió general és que no ho aconsegueix. El disc es compon de 9 cançons curtes en les quals fa bon ús de la guitarra elèctrica i altres elements del rock simfònic tradicional, encara que acompanyat per efectes realitzats amb sintetitzador. L'última pista és l'única composició de més de 10 minuts de l'etapa WEA, i es tracta d'una composició orquestral, encara que el mèrit no és pròpiament de Mike Oldfield, car sembla que l'obra va ser creada per un compositor anglès a qui Mike va proporcionar una gravació feta a partir de sons MIDI, en la qual el compositor es va basar. És a dir, la idea de la cançó és de Mike, encara que la seua elaboració no. No és un disc que agrade especialment als seus fans, possiblement a causa dels seus continus alts i baixos entre cançons. A més durant el període que va ser gravat el disc el mateix Mike no va estar en el millor ambient. Es va comprar una casa a Eivissa amb vista al mar per a, com ell va dir, "Cercar la unió amb els elements" i relaxar-se. Eivissa és coneguda per la seua moguda i les seues discoteques, i això no va passar desapercebut per a Mike, el qual era vist sovint passant-hi la nit. Fins i tot va protagonitzar un lamentable incident un dia que tornava borratxo de matinada amb el seu Mercedes i el va estavellar contra un arbre. Va viure a Eivissa durant dos anys, durant els quals va donar origen i forma a la seua següent creació.

### Tubular Bells III
El 1998 publica Tubular Bells III del que ja havia donat una mostra en el recopilatori XXV, encara que la versió que col·loca en el disc del seu tema Secrets està molt més treballada. Al contrari dels dos primers Tubular Bells, aquest no guarda una estructura de tipus "simfonia amb menuts moviments". Més aviat es tracta de pistes independents que, això sí, guarden cert paregut amb algunes de les pistes dels altres dos discos "tubulars". Amb aquest disc Mike torna a demostrar que encara no ha eixit del destret musical que va tenir en l'etapa eivissenca, encara que dins d'ell té pistes realment brillants. Una molt destacable és la que utilitza com conclusió al disc i que podria haver-se anomenat The Bell III, ja que era una altra revisió de la citada pista dels anteriors Tubular Bells. En aquest cas es va nomenar Far Above The Clouds i és presentada com mestre de cerimònies per la seua filla Greta Marie que en aquell temps tenia 10 anys. Amb aquest disc Mike volia plasmar d'alguna forma l'inconvenient i frustrant que li va ocórrer durant la seua estada a Eivissa, encara que simbolitza amb Far Above The Clouds la tornada a la pau i el record del que va deixar allí, i això ho aconsegueix afegint un so d'ocells cantant que s'escolta al final del disc. La première, com totes, molt ben muntada i desenvolupada, en què tant Mike com els seus músics van oferir un gran espectacle a la seua audiència. Va tenir lloc en el Horse Guards Parade de Londres el 4 de setembre de 1998 al costat del palau de Buckingham i es va desbaratar un poc a causa de la pluja i d'una apagada que va haver-hi a la meitat de l'espectacle. Ací Mike ens presentava a qui pareixia que a partir d'aleshores anava a ser la seua cantant musa, tal com ho havia sigut Maggie Reilly en la dècada dels 80. Era Pepsi Demacque, una cantant de color que no va poder tenir millor presentació davant els molts milions d'espectadors que estaven veient aquell espectacle. El seu debut va ser magnífic, encara que els seus fans tal vegada comparant amb Maggie van començar a dividir-se en els seus criteris sobre ella. La veritat és que eren cantants totalment diferents. Aquesta vegada el disseny de la portada va anar a càrrec d'un estudi de disseny infogràfic, el Bill Smith's Studio, el qual es va basar en els anteriors dissenys de Trevor Key. La raó d'aquest canvi de dissenyador va ser la mort pocs anys arrere de l'esmentat Trevor Key.

### GuitarsiLive Then & Now Tour
L'any 1999, a Mike se li acut fer un disc-experiment. Aquest disc s'anomenaria Guitars, i ja el títol dona una bona pista del que és. Absolutament tots els "instruments" que s'escolten són guitarres. Açò és possible gràcies a les famoses pastilles MIDI, en les quals la vibració d'una corda de guitarra és transformada en qualsevol nota d'instrument MIDI que anteriorment hàgem seleccionat. Gràcies a açò Mike va poder incloure percussions, instruments de vent, sintetitzadors i tot el que se li va ocórrer, absolutament tot, tocat amb guitarres. Guitars no va arribar a ser un disc suficientment admirat entre els seguidors de Mike. Algunes de les seues pistes destacables són Muse, un tema acústic que recorda les composicions acústiques dels 70; Cochise, en la qual Mike malbarata tota l'energia que es pot traure de les guitarres, i Summit Day, una de les preferides pel seu públic i que destaca per l'enorme sentiment i sensibilitat que irradien les seues notes. Poc després de l'edició del disc es va embarcar en un tour que li va dur per tot Europa. S'anomenà Live Then & Now Tour i en ell va tocar temes de l'àlbum Guitars i Tubular Bells III, però també va fer un repàs a coses antigues com alguns temes del Songs Of Distant Earth i els seus imprescindibles Shadow On The Wall i Moonlight Shadow, cantades esplèndidament per Pepsi, que allà on va estar va saber guanyar-se la calor del públic. En la gira van fer de teloners el grup gallec Luar na lubre, la cantant xelista del qual, Rosa Cedrón, ja coneixia Mike d'haver cantat per ell la cançó The Inner Child, continguda en l'àlbum Tubular Bells III. A més, el compositor d'aquest grup, Bieito Romero, va ser qui va compondre el tema original en el qual es va basar Mike per a fer The Song Of The Sun, que apareix en el seu disc Voyager del 1996. El tema en qüestió, i en format original, s'anomenava O Són do Ar (El so del vent) i Luar Na Lubre va haver de tocar-lo, per descomptat, en tots els concerts que van fer en aquesta gira que acompanyaren a Mike.

### The Millennium Bell
Ja en temps de la promoció del seu àlbum Guitars, Mike reconegué en algunes entrevistes que estava embolicat en la composició d'un àlbum que seria tot un homenatge als 2000 anys d'història transcorreguts des del naixement de Crist. I a la fi de 1999 la WEA va traure al mercat el disc The Millennium Bell. Curiosament la portada diu molt del concepte del disc. Una campana doblegada, com ja és habitual, surant entre una amalgama d'objectes com planetes, guitarres, espases, papallones, astronautes, el famós rellotge fos de Dalí i algunes coses més. Aquesta vegada la portada va ser dissenyada per la companyia infogràfica Blue Cactus. Possiblement és el disc més estrany que Mike haja tret en tota la seua carrera. Dona un repàs no solament a 2000 anys d'història, sinó també a molts estils musicals amb els quals sembla voler demostrar que, a part de dominar moltíssims instruments, també dominava molts estils. El disc comença amb Peace On Earth, una mena de cançó nadalenca en la qual es recorda el naixement de Crist, després Pacha Mama, inspirada per un viatge que Mike va fer a Cuzco, al Perú. Pacha Mama va ser un dels singles de l'àlbum, i per a fer que reflectira i evocara l'ambient de l'època i la màgia dels xamans inques va nomenar a la cantant Miryam Stockley (coneguda pels seus treballs en Adiemus i amb Karl Jinkins), i a un cor. És curiós que abans d'eixir el disc, en tots els seus reviews apareixia una pista que al final o no es va incloure en el disc o era la mateixa Pacha Mama amb altre nom. Aquesta pista s'anomenava Excalibur. L'aparició d'una demo posteriorment, va demostrar que Excalibur, era un tema original, cantat per Llitera Darlow, amb la mateixa melodia del tema Broad Sunlit Uplands, però Mike va pensar que no encaixava bé i va ser treta de l'àlbum finalment. Per a commemorar el descobriment d'Amèrica va voler posar en el disc Santa Maria, una pista molt semblant en estil a alguna que ja Vangelis va fer en el seu dia per a una banda sonora d'una pel·lícula. Li segueix Sunlight Shining Through Clouds, una cançó magnífica en la qual es recorda l'esclavitud en Amèrica. Per a això Mike aporta a la música una lletra ja feta, exactament la mateixa que té la cançó de gospel Amazing Grace. Aquest és el tema que Mike deixa a Pepsi en el disc, i encara que no li dona oportunitat a lluir-se la veritat és que queda bastant bé. Al principi va haver-hi rumors que la cançó que apareixeria en el disc seria una cançó rap i als seus fans açò no els va caure gens bé. No obstant això, la demo abans citada va demostrar que en els seus orígens, aquest tema, amb altra lletra, efectivament, era un rap bastant aconseguit. Una sorpresa!!, The Doge's Palace. Va ser un record d'una de les famílies més influents de la Venècia renaixentista. En ella una orquestra toca un rondo que és acompanyat per un cor que de tant en tant canten en veu alta els noms de diversos dels Doges, que eren els governants de l'època a Venècia. Després arriba altre exemple que un músic com Mike pot fer coses amb moltíssim sentiment. La pista en qüestió s'anomenaria Lake Constance. Li segueix Mastermind, que recorda a la Chicago dels anys 20 amb les seues bandes de gàngsters. Broad Sunlit Uplands i Liberation van ser afegides com un trist record de la Segona Guerra Mundial. Una altra de les sorpreses del disc va ser Amber Light i que va servir per a commemorar l'arribada de l'alba del nou mil·lenni. El realment impressionant d'aquest tema és, a part de la bellesa de la melodia, la unió de dos cors cantant a l'una juntament amb Miryam Stockley, David Serame i Nicola Emmanuel, que durien les veus principals. Es va intentar fer una versió d'aquest tema amb la col·laboració especial de Nelson Mandela que citaria les paraules d'introducció, però els nombrosos compromisos d'aquest personatge van impedir que açò arribara a produir-se en la data prevista, de manera que es va avortar el projecte. I com colofó al disc més estrany en la carrera de Mike arriba la pista que li dona nom, The Millennium Bell, que fou un repàs a totes les cançons del disc, però aquesta vegada en versió reprise. Com a première va fer un concert per a celebrar l'arribada del nou mil·lenni en el Siegessäule de Berlín, a uns 300 metres de la Porta de Brandenburg. Es calcula que prop d'un milió de persones van estar allí presents. Mike va voler commemorar aquella ocasió amb la creació d'un tema, Berlin 2000, que serviria per a posar fi al concert.

### Sonic RealityiTres Lunas
Després del concert de Berlín, Mike es va dedicar per complet a la creació d'un joc de realitat virtual musical, anomenat al principi Sonic Reality, i que més tard va canviar el seu nom a Music VR. El seu llançament va ser fixat al principi per al setembre del 2000, però es va anar posposant fins que va eixir acompanyant a Tres Lunas, llançat el 3 de juny del 2002. Tres Lunas va ser editat per WEA, però no per la mateixa multinacional, com havia succeït des del Tubular Bells II, sinó per la filial WEA Music Spain, i va ser el primer d'un contracte de tres discos. La discogràfica va llançar una intensa campanya de màrqueting, amb abundants anuncis en les televisions d'arreu de l'estat i en les radiofórmules. En aquesta campanya de marketing es catalogava la música continguda com a chill-out, a pesar que Mike haja rebutjat múltiples vegades que la seua música siga qualificada d'aqueixa manera. En una entrevista, realitzada amb motiu del llançament del Tubular Bells III, va arribar a dir: "si volguera fer música relaxant, deixaria el disc buit".
La presentació del disc es va realitzar en la Ciutat de les Arts i les Ciències de València, i va incloure una "festa chill-out" en L'Hemisfèric. Es van vendre més de 200.000 còpies del disc sols en Espanya, i xifres similars a Alemanya i altres països, pel que es pot qualificar d'èxit; no obstant això, pel que sembla, no es van complir al complet les expectatives de la discogràfica.

### Tubular Bells 2003
El 2003 va publicar Tubular Bells 2003, regravació del seu reeixit Tubular Bells amb la tecnologia actual, doncs, segons Mike, la gravació original contenia moltíssims errors que les versions remasteritzades no van aconseguir evitar. També es van substituir les veus de Viv Stanshall per la de John Cleese, antic membre dels Monty Pithon, i a més en el seu moment no comptava amb els mitjans que creia adequats per a l'obra. Aquest disc va ser un fracàs comercial, venent poc més de 50.000 còpies en Espanya.
Després d'açò, Mike es va dedicar a la versió DVD del Tubular Bells 2003, amb so Dolby Digital 5.1, que quan va ser editat va contenir, a més, les demos originals de Tubular Bells (la maqueta que va presentar a les discogràfiques i que va ser rebutjada). Després d'açò, va haver-hi notícies que pensava regravar el Ommadawn en versió 5.1, però al març del 2004 va llançar un nou videojoc, Maestro.

### Light + Shade
El 26 de setembre del 2005 es va produir el llançament del seu nou doble treball, aquesta vegada amb el segell discogràfic Universal Music, titulat Light + Shade, que es compon de dos discos, el primer, Light d'ambient chill-out, i un segon CD, titulat Shade, que explora zones més fosques, amb abundància de música electrònica i loops. Són 18 temes en total: CD 1 - Liht 1, Angelique 2, Blackbird 3, The Gate 4, First Steps 5, Closer 6, Our Father 7, Rocky 8, Sunset 9, Pres De Toi (Bonus Track); CD 2 - Shade 10, Quicksilver 11, Resolution 12, Slipstream 13, Surf 14, Tears Of An Angel 15, Romanç 16, Ringscape 17, Nightshade 18, Lakme (Fruity Loops) (Bonus Track).
Com novetat, el disc inclou quatre temes en format u-mix, perquè es puguen fer mescles lliures d'alguns temes.

### Music of the Spheres

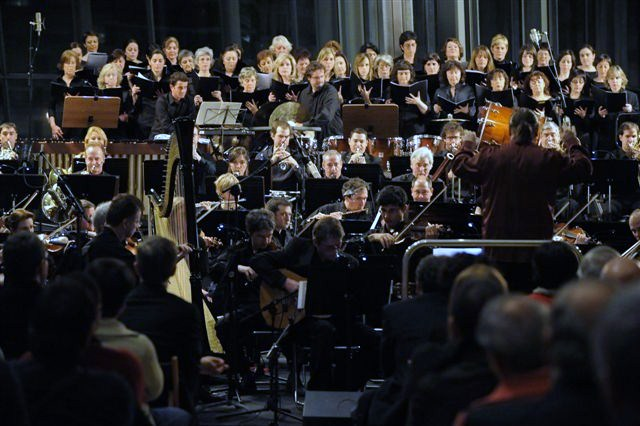
Concert de presentació de Music of the Spheres

El 7 de març de 2008 es va presentar en un concert en directe, al País Basc el nou disc d'Oldfield. L'Orquestra d'Euskadi dirigida Enrique Ugarte, la soprano Havley Westenra, la Societat Coral de Bilbao, i Oldfield a la guitarra van interpretar els arranjaments de Karl W. Jenkins. El concert fou reservat per a la premsa de tot el món. Posteriorment el 17 de març es posà a la venda el nou disc de llarga durada, sota l'etiqueta de Mercury Records.

### Man on the Rocks i Return to Ommadawn
L'àlbum Man on the Rocks (2014) és el segon àlbum complet d'Oldfield de cançons exclusivament sense peces llargues o instrumentals, d'ençà Earth Moving (1989). Ha estat gravat entre Los Angeles i les Bahames, amb co-producció d'Stephen Lipson i Mike Oldfield. Com a músics: Oldfield, el baixista Leland Sklar, el bateria John Robinson, el teclista Matt Rollings, el guitarrista Michael Thompson i el cantant Luke Spiller.
Return to Ommadawn (2017) és un àlbum amb una peça única a cada cara. Pretén ser una segona part d'Ommadawn que n'Oldfield havia pretès compondre i encara no ho havia fet. L'obra va ser composta entre 2015 i 2016 en Nassau, Bahames però llançada el 2017.

## Discografia
- Tubular Bells 1973
- Hergest Ridge 1974
- Ommadawn 1975
- Incantations 1978
- Platinum 1979
- QE2 1980
- Five Miles Out 1982
- Crises 1983
- Discovery 1984
- The Killing Fields 1984
- Islands 1987
- Earth Moving 1989
- Amarok 1990
- Heaven's Open 1991
- Tubular Bells II 1992
- The Songs of Distant Earth 1994
- Voyager 1996
- Tubular Bells III 1998
- Guitars 1999
- The Millenium Bell 1999
- Tr3s Lunas 2002
- Tubular Bells 2003 2003
- Light+Shade 2005
- Music of the Spheres 2008
- Man on the Rocks 2014
- Return to Ommadawn 2017

## Guardons
Nominacions
- 1998: Grammy al millor àlbum de new-age